# Augy-sur-Aubois
Augy-sur-Aubois – miejscowość i gmina we Francji, w Regionie Centralnym, w departamencie Cher.
Według danych na rok 1990 gminę zamieszkiwały 353 osoby, a gęstość zaludnienia wynosiła 12 osób/km² (wśród 1842 gmin Regionu Centralnego Augy-sur-Aubois plasuje się na 795. miejscu pod względem liczby ludności, natomiast pod względem powierzchni na miejscu 354.).